# Língua washo
Washo /ˈwɒʃoʊ/ (or Washoe; endonym wá:šiw ʔítlu) é uma língua ameaçada de extinção e isolada falada pelo povo nativo Washoe na fronteira das drenagens dos rios Carson e Truckee, principalmente na área do lago Tahoe, na Califórnia e em Nevada, Estados Unidos. Há apenas 20 idosos falantes nativos da língua, mas desde 1994, chegou a haver uma pequena escola de imersão que produziu uma série de jovens moderadamente fluentes. Desde então, a escola de imersão fechou suas portas e o programa de idiomas agora opera através do Departamento de Recursos Culturais da Tribo Washoe. A linguagem ainda está muito ameaçada; no entanto, houve um renascimento no movimento de revitalização da língua, já que muitos dos alunos que frequentaram a escola original de imersão se tornaram professores.

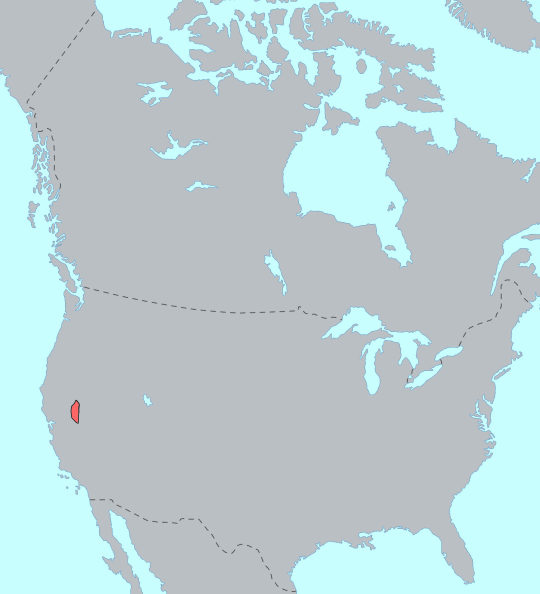
Distribuição pré-contato dos falantes Washo

Os falantes etnográficos de Washo pertenciam à área de cultura da Grande Bacia e eram o único grupo não Númic daquela área.. O idioma recebeu palavras das línguas Uto-Astecas vizinhas, Maiduan e Miwokan,  da mesma área linguística (sprachbundd)  da Califórnia, Grande Bacia.
Washo mostra muito pouca variação geográfica. Jacobsen (1986: 108) escreveu: "Quando existem duas variantes de uma característica, geralmente uma é encontrada em uma área mais ao norte e a outra em uma área mais ao sul, mas as linhas que separam as duas áreas para as diferentes características nem sempre coincidir."

## Classificação
O Washo é considerado conservadoramente uma língua isolada. Ou seja, ele não compartilha vínculo demonstrativo com nenhum outro idioma, incluindo seus três idiomas vizinhos diretos, Paiute Stentrional (um idioma númico (das uto-astecas),  Maidu  (das maiduanas), e línguas Sierra Miwok ([das utianas). Geralmente é classificada como uma língua Hokana, mas essa família de idiomas não é universalmente aceita entre especialistas, nem a conexão de Washo com elas;ref name="washoetribe.us">WA SHE SHU: "The Washoe People", Past e Present. The Washoe Tribe of Nevada e California</ref>
O idioma foi descrito pela primeira vez numa "Gramática do idioma Washo" por William H. Jacobsen, Jr. em uma dissertação de doutorado em Berkeley na Universidade da Califórnia, e essa continua sendo a única descrição completa do idioma. Não há variação significativa de dialetos. (O trabalho de Jacobsen ao longo da vida com Washo é descrito no Programa de História Oral da Universidade de Nevada.)

## Fonologia

### Vogais
Existem seis qualidades vocálicas distintas encontradas na linguagem Washo, cada uma das quais ocorre longa e curta. A qualidade do som de uma vogal depende do sua extensão e do que as mesmas precedem, assim como a tonicidade presente na vogal.
| Ortografia      | IPA      | Exemplo                                   |
| --------------- | -------- | ----------------------------------------- |
| á ou a á: ou a: | /a/ /aː/ | lak'aʔ 'um' dá:bal 'artemísia (planta)'   |
| é ou e é: ou e: | /e/ /eː/ | demémew 'costela dele' mé:hu 'menino'     |
| í ou i í: ou i: | /i/ /iː/ | dipúlul 'meu carro' sí:su 'pássaro'       |
| ó ou o ó: ou o: | /o/ /oː/ | nanhólwa ribes aureum ćidó:dokhu 'pardal' |
| ú ou u ú: ou u: | /u/ /uː/ | gukú: 'coruja' šú:gil 'girassol'          |
| ɨ ɨ:            | /ɨ/ /ɨː/ | Mášdɨmmi 'ele está se encondendo'         |

As vogais marcadas com o acento agudo (´) são pronunciadas tônicas, como no Washo ćigábut (verão).

Em Washo, as vogais podem ter qualidades de longas ou curtas; a mais longa é notada acrescentando-se um /: / à vogal, como no exemplo acima  'míši milí: giyi' . Vogais com tal marca são geralmente pronunciadas comor duas vezes o comprimento normal. Isto pode ser visto na diferença entre as palavras  móko  (sapatos)  mó: ko  (joelho). No entanto, as vogais pronunciadas desta forma nem sempre podem ser seguidas por dois pontos.
Jacobsen descreveu em detalhes várias alternâncias de vogais que distinguiam as comunidades de fala de Washo..

### Consoantes
Sequências não representadas por uma única letra Washo quase sempre tendem a ocorrer em palavras oriundas do inglês, como o nd em k'indí (candy).
| Ortografia | IPA   | Exemplo                                                                            |
| ---------- | ----- | ---------------------------------------------------------------------------------- |
| b          | /b/   | bá:ćuk 'munição'; dá:bal 'artemísia (planta)'                                      |
| d          | /d/   | da:bal 'artemísia (planta)'; dá:daʔ 'leito'                                        |
| g          | /ɡ/   | gá:zagaza 'tipo de ave'; t'á:gim 'pinhão'                                          |
| p          | /p/   | paćil 'pus'; lapɨš 'meu corpo'; dawmaʔgá:p 'local molhado place'                   |
| t          | /t/   | taniw 'miwak'; data:gil 'sua faca'; t'á:t'at 'pega (ave)'                          |
| k          | /k/   | kaŋa 'caverna'; maku 'dente arrancado'; bá:ćuk 'munição'                           |
| p'         | /pʼ/  | p'á:wa 'no vale'; dá:p'á:pɨš 'seus pulmões'                                        |
| t'         | /tʼ/  | t'á:gim 'pinhão'; t'á:t'at 'pega'                                                  |
| k'         | /kʼ/  | k'á:ŋi 'rugido dele'; k'á:k'aʔ 'garça'                                             |
| ć          | /t͡sʼ/ | ćámduʔ 'chokecherry'; dićáćaʔ 'meu queixo'                                         |
| s          | /s/   | súkuʔ 'cão'; ya:saʔ 'de novo'; ʔayɨs 'antílope'                                    |
| z          | /d͡z/  | gá:zagaza 'tipo de ave'                                                            |
| š          | /ʃ/   | šáwaʔ 'abeto'; dišášaʔ 'irmã de minha mãe'; wá:laš 'pão'                           |
| h          | /h/   | hélmeʔ 'três'; ʔa:huyi 'eles estão em pé'                                          |
| m          | /m/   | má:mayʔ ' cesta d cônica, usada para pinhões '; bá:muš 'muskrat'; t'á:gim 'pinhão' |
| n          | /n/   | nanholwa 'groselha'; á:ni 'formiga'                                                |
| ŋ          | /ŋ/   | ŋáwŋaŋ 'criança'                                                                   |
| l          | /l/   | lak'aʔ 'um'; wá:laš 'pão'; paćil 'pus'                                             |
| w          | /w/   | wá:laš 'pão; p'a:wa 'no vale'; daʔaw 'lago'                                        |
| y          | /j/   | ya:saʔ 'de novo'; dayáʔ 'folha'                                                    |
| Ŋ          | /ŋ̊/   | dewŊétiʔ 'descida'                                                                 |
| M          | /m̥/   | Mášdɨmmi 'ele está se escondendo'                                                  |
| L          | /l̥/   | madukwáwLu 'girassol'                                                              |
| W          | IPA w̥ | Wáʔi 'ele é quem está fazendo isso'                                                |
| Y          | IPA j̊ | t'á:Yaŋi 'ele está caçando'                                                        |
| ʔ          | /ʔ/   | daʔaw 'lago'; dá:daʔ                                                               |

 Na área em torno de Woodfords, Califórnia, o dialeto Washo local substituiu [θ] por /s/, assim, sí:su 'ave' é escrito como thithu.